# Pentarrhinum abyssinicum
Espèce
Synonymes
- Cynanchum ethiopicum (préféré par NCBI)[2]
- Pentarrhinum abyssinicum ijimense Goyder[3]
- Pentarrhinum abyssinicum subsp. abyssinicum[4]
- Pentarrhinum abyssinicum[2]
- Pentarrhinum ledermannii (Schltr.) Goyder & Liede (Schltr.) Goyder & Liede (préféré par UICN)[3]

Statut de conservation UICN

 VU B2ab(iii) : Vulnérable
Pentarrhinum abyssinicum Decne. est une espèce de plantes à fleurs de la famille des Apocynaceae et du genre Pentarrhinum, présente en Afrique tropicale : Cameroun, Éthiopie, Rwanda, Burundi, Kenya, Tanzanie, Angola, Zambie, Malawi, Namibie, République démocratique du Congo, Zimbabwe.
La sous-espèce Pentarrhinum abyssinicum subsp. ijimense Goyder est endémique du Cameroun, où elle n'a été observée que sur le mont Oku et la crête d'Ijim.

## Liste des sous-espèces et variétés
Selon The Plant List (25 septembre 2017) :
- sous-espèce Pentarrhinum abyssinicum subsp. angolense (N.E.Br.) Liede & Nicholas

Selon Tropicos (25 septembre 2017) (Attention liste brute contenant possiblement des synonymes) :
- sous-espèce Pentarrhinum abyssinicum subsp. abyssinicum
- sous-espèce Pentarrhinum abyssinicum subsp. angolense (N.E. Br.) Liede & Nicholas
- sous-espèce Pentarrhinum abyssinicum subsp. ijimense Goyder
- variété Pentarrhinum abyssinicum var. abyssinicum
- variété Pentarrhinum abyssinicum var. angolense N.E. Br.